# Öresten
Öresten är en ort och tidigare kungsgård i närheten av Skene i det som i dag är Marks kommun, och som historiskt ingick i Örby socken i Marks härad.
Enligt Sturekrönikan förlorade Kristian I med sin här vid Öresten i februari 1470, mot Karl Knutssons systerson Sten Sture den äldre.
Öresten är känd för medeltidsborgen Örestens fästning som totalförstördes på 1500-talet. Ruinen av fästningen finns vid utsiktsplats över Viskadalen. 

## Örestens kungsgård
Nedanför slottsberget med ruinen efter fästningen ligger Örestens kungsgård, som tidigare fungerade som bostad åt översten vid Älvsborgs regemente. Örestens gård AB ägs och drivs idag av bröderna Nilsson i andra generationen efter Gunnar Nilsson, son till Fritz N. Nilsson, kontraktsprost i Vänersborg, och Rut Emilia Dahlstrand. Öresten flygfält ligger på gårdens mark.